# Club Atlético River Plate (Montevideo)
Club Atlético River Plate este un club de fotbal din Montevideo, Uruguay.

## Palmares
- Segunda División Uruguay (6): 1943, 1967, 1978, 1984, 1991, 2004.
- Torneo Preparación (1): 2012
- Torneo Integración (1): 2012

## Lotul actual
| Nr. |          | Poziție | Jucător           |
| --- | -------- | ------- | ----------------- |
| 1   | Uruguay  | P       | Nicola Pérez      |
| 2   | Uruguay  | F       | Claudio Herrera   |
| 4   | Uruguay  | F       | Christian Maciel  |
| 5   | Brazilia | F       | Gabriel Marques   |
| 6   | Uruguay  | F       | Cristian González |
| 19  | Uruguay  | F       | Diego Rodríguez   |
| 8   | Uruguay  | F       | Luis Torrecilla   |
| 3   | Uruguay  | F       | Williams Martínez |
| 12  | Uruguay  | P       | Gastón Olveira    |
| 22  | Uruguay  | P       | Juan Tinaglini    |
| 14  | Columbia | F       | Flavio Córdoba    |

| Nr. |         | Poziție | Jucător           |
| --- | ------- | ------- | ----------------- |
| 15  | Uruguay | M       | Robert Flores     |
| 23  | Uruguay | M       | Claudio Inella    |
| 9   | Uruguay | A       | Santiago García   |
| 11  | Uruguay | A       | Cristian Techera  |
| 10  | Uruguay | A       | Michael Santos    |
| 17  | Uruguay | A       | Jonathan Ramírez  |
| 18  | Uruguay | A       | Leandro Rodríguez |
| 7   | Uruguay | M       | Bruno Montelongo  |
| 13  | Uruguay | F       | Ángel Rodríguez   |
| 20  | Uruguay | M       | Ignacio Ratti     |
| 28  | Franța  | A       | Walter Vaz        |
| 29  | Uruguay | M       | Agustín Alé       |

## Internaționali importanți
Ernesto Mascheroni
Baudilo Jauregui

## Jucători notabili
| - José Vicente Grecco - Flavio Córdoba - Carlos Sánchez - Polo Correa - Gustavo Poyet - Hernán Rodrigo López - Carlos Aguilera - Luis Diego López - Edgardo Adinolfi - Gabriel Cedrés - Nelson Abeijón - Carlos María Morales - Juan Ramón Carrasco - Severino Varela - Ettore Puricelli - Giancarlo Maldonado - Fernando Correa - Isabelino Gradín - Iván Alonso |